# Kolej wąskotorowa w Atbasarze
Kolej wąskotorowa w Atbasarze – rozebrana wąskotorowa sieć kolejowa w Kazachstanie (dawniej ZSRR) łącząca miasto Atbasar z wsią Tachtabrod (ros. Тахтаброд) – na północnym zachodzie i Krasnoznamienskoje (ros. Краснознаменское), od roku 1999 Jegyndyköl (kaz. Егіндікөл) – na południowym wschodzie, z odgałęzieniem w kierunku kopalni uranu w Szangtöbe. Łączna długość sieci wynosiła około 240 km.

## Geneza budowy
Większość kolei wąskotorowych północnego Kazachstanu swoje narodziny zawdzięcza decyzjom KPZR o zagospodarowaniu ziem dziewiczych. Jednocześnie linie te miały pełnić funkcje „wind” dostarczających plony z mocno odległych i peryferyjnie położonych sowchozów i kołchozów. Poza tym przewozić miały pasażerów, paliwo i sprzęt, zwłaszcza w trudnych, zimowych warunkach, co było kosztowne, utrudnione, bądź niemożliwe wieloma samochodami ciężarowymi.

## Historia
Pierwszy odcinek zbudowano od stacji wąskotorowej Atbasar II do Barakköl (wówczas sowchoz Pobieda) we wrześniu 1955 (budowę rozpoczęto w 1954). Przedłużono go w 1957 i 1958 do Tachtabrodu. Rozkaz o rozpoczęciu eksploatacji linii do Barakköl i Krasnoznamienskoje wydano 31 października 1957. Odcinki Tachtabrod – Pieski i Utiak – Kurgan nie zostały nigdy ukończone, przy czym Pieski – Utiak został zmieniony w 1964 w drogę kołową. Linię do Krasnoznamienskoje (wówczas sowchoz Krasnoznamiennyj) otwarto w sierpniu 1955. Istniała też łącznica ze stacji wąskotorowej Atbasar II do stacji Atbasar I (odcinek szerokotorowy Celinograd – Magnitogorsk). W 1982, według rozkładu jazdy, na obu liniach istniał jeszcze ruch pasażerski (po jednej parze pociągów w każdą stronę). W 2002 funkcjonował odcinek Atbasar – Bałapan (osiedle Szangtöbe, transport czołgów i pociągi pasażerskie oraz przewozy rudy uranu z kopalni w Szangtöbe do Atbasaru, a następnie szerokim torem do Stiepnogorska). Wszystkie inne odcinki zostały rozebrane (linia do Krasnoznamienskoje w 2003).
Po stacji Atbasar II pozostała tylko lokomotywownia. Na wschód od niej, w kierunku stacji Atbasar I, wszystkie tory zostały zdemontowane. Ruda uranu w 2004 była przeładowywana na stacji zlokalizowanej 1 km na zachód od dawnej lokomotywowni. W 2004 stan torowisk był nie najlepszy. Duże zniszczenia powodowały pożary stepów, podczas których zapalały się podkłady. Naprawy nawierzchni były przeprowadzane w bardzo ograniczonym zakresie. Torowisko ułożono z szyn szerokotorowych R-43 i nie były one wymieniane od czasu budowy sieci. Część szyn pochodziła z lat trzydziestych XX wieku. Ostatnią linię rozebrano w 2013.
Do 2001 kolej pozostawała w strukturach państwowego przedsiębiorstwa Celinnaja żeleznaja doroga, a potem przeszła pod zarząd przedsiębiorstwa Kazsabton (ЗАО „Казсабтон”).

## Tabor
Na sieci eksploatowano lokomotywy TU2-055, 115, 121, 157, 209, 238 i jedną o nieznanym numerze. W 2004 nieużywane były numery: TU2-091, 203, 205. W Szangtöbe znajdowały się numery: TU2-042, 103, 105, 107, 109, 117, 138, 146, 151, 156, 194, 196, 199, 211, 264. W Szangtöbe pracowały też lokomotywy typu TU7.

## Stacje
Kolejne stacje i przystanki na linii od południa wraz z kilometrażem:
- 0 km: Krasnoznamienskaja
- 16 km: Stiepniak
- 32 km: Entuziast
- 46 km: Besbidajyk
- 64 km: Uzkokolejnyj
- 83 km: Koszkar
- 107 km: Biełasz
- 118 km: Posterunek 120 km (odgałęzienie do Atbasaru II, 3 km) → Atbasar II → Atbasar I
- nn km: Majlin
- 141 km: Nowosielskaja
- 156 km: Bidaj
- 166 km: Aszuły
- 174 km: Barakköl
- Odgałęzienie do stacji Bałapan i Promyszlennaja w osiedlu i kopalni uranu Szangtöbe
- 208 km: Kałmakköl
- 238 km: Tachtabrod[1][4]